# Чорнушка (Катайський район)
Чорну́шка (рос. Чернушка) — присілок у складі Катайського району Курганської області, Росія. Входить до складу Верхньоключевської сільської ради.
Населення — 20 осіб (2010, 29 у 2002).
Національний склад станом на 2002 рік: росіяни — 97 %.